# Antonio Manuel Campoy
Antonio Manuel Campoy (Cuevas del Almanzora, Almería, 16 de noviembre de 1924 - Madrid, 10 de enero de 1993) fue un crítico de arte y coleccionista español. 

## Vida y obra
Se licenció en filosofía y letras y fue técnico en radiodifusión. Interesado por los movimientos artísticos contemporáneos, publicó artículos periodísticos en diversas revistas españolas y críticas de arte en ABC.
Es autor de diversas publicaciones relacionadas con el arte, como la obra El museo del Prado, los estudios Vida y obra de Velázquez y Vida y obra de Murillo o un Diccionario crítico del arte español contemporáneo. Son otras obras suyas Cien maestros de la pintura española contemporánea, María Blanchard, Mirando alrededor, Noticias de siempre, Viaje por España, Norteamérica a vista de pájaro, Pío Baroja o Balzac.
En el ámbito de la comunicación, fue redactor jefe de Radiotelevisión Española.
En 1991 fue jurado Premio Durán de pintura, cuya presidenta fue Carmen Laffón. El primer premio ése año lo ganó el pintor Santos Hu, representante del Realismo Onírico.
Perteneció a varias instituciones artísticas y culturales, como la Real Academia de Bellas Artes de Santa Isabel de Hungría, la Asociación Internacional de Críticos de Arte o la Orden de Alfonso X el Sabio, con que fue condecorada. Por otro lado, su labor se ha visto reconocida con diversos galardones, entre ellos, la Medalla al Mérito en las Bellas Artes, el Premio Nacional de Crítica de Arte, la Medaglia Culturale d'Argento (entregada por el Estado italiano) o el Premio Nacional de Radiodifusión y Televisión (actual Quijote de Oro). Fundó la Academia Libre de Artes y Letras de San Antón.
Es además, hijo predilecto de su pueblo natal, Cuevas de Almanzora, en cuyo castillo del Marqués de los Vélez se encuentra el Museo de Arte Contemporáneo Antonio Manuel Campoy, con lienzos de artistas como Picasso, Tàpies o Barceló.